# Crónica de Ambos Mundos
Crónica de Ambos Mundos fue una revista publicada en Madrid entre 1860 y 1863, durante el reinado de Isabel II.

## Historia
Editada en Madrid con el subtítulo «revista semanal de política, literatura, ciencias, industria y comercio», publicó su primer ejemplar el 3 de junio de 1860. Fue impresa primero en una imprenta propia, después lo haría en la de T. Nuñez Amor. Sus ejemplares contaban con dieciséis páginas de 0,250 xo 0,166 m, acompañando a cada número otro se adjuntaba otro de la misma imprenta, con cuatro páginas del mismo tamaño, que contenía disposiciones oficiales, mercados de España y una revista de Madrid. Cesó el 25 de octubre de 1857. Dirigida por Amalio Ayllón y con carácter semanal, a partir de 1861 tuvo algunas alternativas en el período de su salida y en el número de páginas de cada uno, llegando, cuando más, a tener veinticuatro. Rival de La América, según López Ocón no habría podido competir con esta. Fue descrita como «ecléctica liberal». El último número que le consta a Hartzenbusch es del 8 de febrero de 1863.
De forma paralela a la revista, se publicó, desde comienzos de 1861, un periódico de noticias de periodicidad diaria bajo el mismo título.